# Нова-Венесия
Нова-Венесия (порт. Nova Venécia)  —  муниципалитет в Бразилии, входит в штат Эспириту-Санту. Составная часть мезорегиона Северо-запад штата Эспириту-Санту. Входит в экономико-статистический  микрорегион Нова-Венесия. Население составляет 45 607 человек на 2006 год. Занимает площадь 1 448,289 км². Плотность населения — 31,5 чел./км².

## История
Город основан 26 января 1954 года.

## Статистика
- Валовой внутренний продукт на 2003 составляет 203.456.817,00 реалов (данные: Бразильский институт географии и статистики).
- Валовой внутренний продукт на душу населения на 2003 составляет 4.580,50 реалов (данные: Бразильский институт географии и статистики).
- Индекс развития человеческого потенциала на 2000 составляет 0,738 (данные: Программа развития ООН).